# Wolfgang Maison

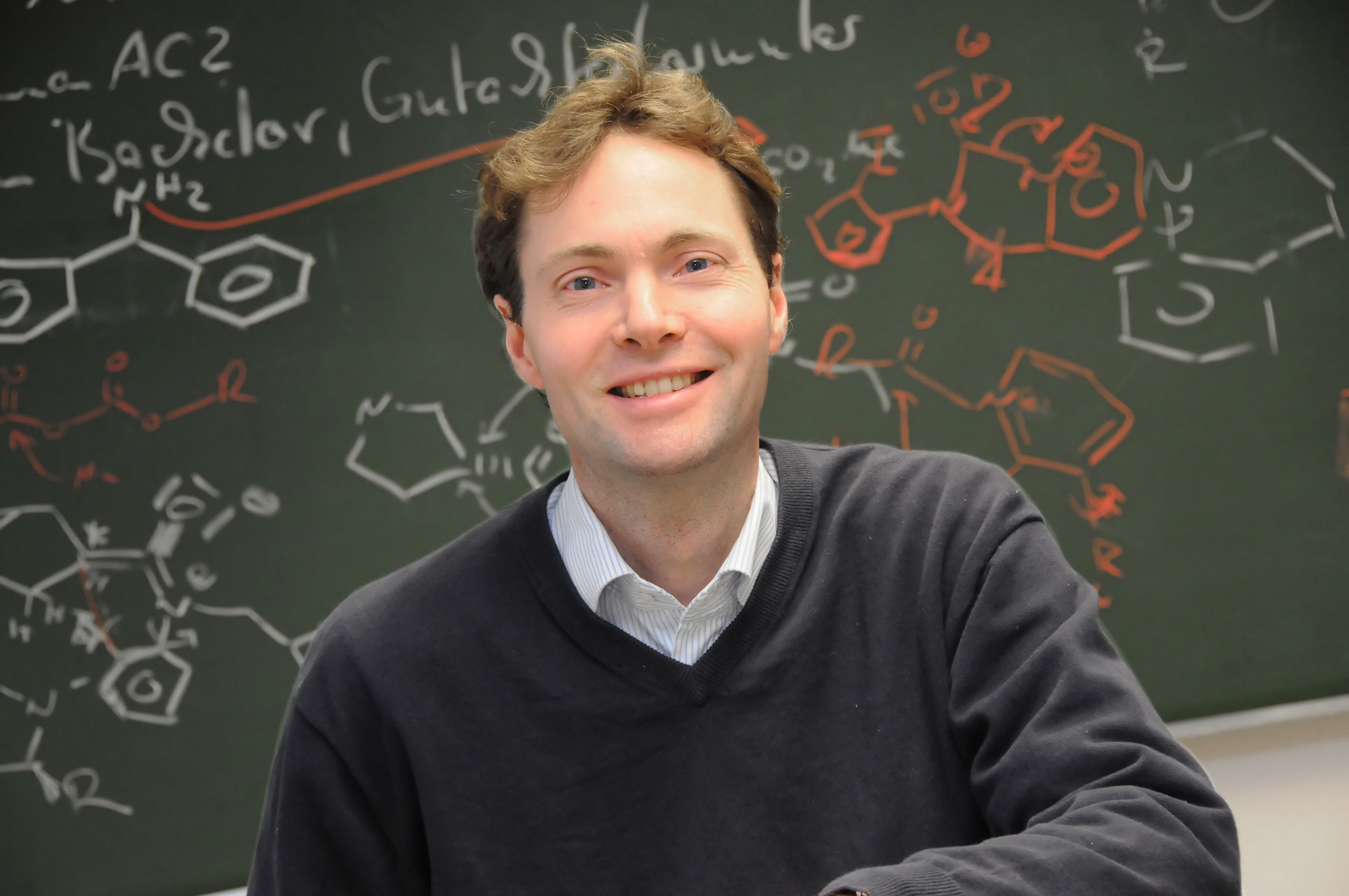
Wolfgang Maison (2011)

Wolfgang Maison (* 22. November 1971 in der Wesermarsch) ist ein deutscher Chemiker und Universitätsprofessor.

## Leben
Wolfgang Maison wuchs in Elsfleth auf und studierte von 1991 bis 1997 Chemie an der Carl von Ossietzky Universität Oldenburg. Seine Doktorarbeit (Thema: „Effiziente Synthesen von Aminosäurederivaten, nützlich für die Herstellung von Peptid-Nukleinsäuren, unnatürlichen Peptiden und Peptidomimetica“) fertigte er im Fach Organische Chemie an, sein Mentor war Jürgen Martens. Maison wurde 2000 in Oldenburg zum Dr. rer. nat. promoviert. Anschließend arbeitete er bis 2001 als Postdoktorand im Laboratorium von Daniel S. Kemp am Massachusetts Institute of Technology (MIT) in Cambridge, Massachusetts, USA. Zwischen 2001 und 2006 arbeitete Wolfgang Maison an seiner Habilitation am Institut für Organische Chemie der Universität Hamburg. Er wirkte 2006 bis 2011 als Professor für Organische Chemie an der Justus-Liebig-Universität Gießen, Rufe an die Norwegian Technical University Trondheim (NTUT, 2005), das European Institute of Chemical Biology, Bordeaux, Frankreich (2006) und einen Lehrstuhl für Organische Chemie an der University Edinburgh, Schottland (2006) lehnte er ab. Seit 1. September 2011 ist er Professor für Organische Chemie an der Universität Hamburg.
Wolfgang Maison ist verheiratet und Vater einer Tochter und eines Sohnes.

## Wirken
In seiner Diplom- und Doktorarbeit, als Postdoktorand und als Habilitand waren die wissenschaftlichen Arbeiten vorwiegend der organisch-chemischen Synthese zuzurechnen. In den letzten Jahren konzentrieren sich die Forschungen auf die Medizinische Chemie und die Naturstoffchemie.

## Auszeichnungen
Als Doktorand wurde Maison mit einem Stipendium der Heinz-Neumüller-Stiftung ausgezeichnet. Seine Postdoktoranden-Tätigkeit wurde durch ein Stipendium der Alexander von Humboldt-Stiftung gefördert. Im Jahre 2002 wurde er mit dem Thieme-Journal-Preis ausgezeichnet. Der Fonds der Chemischen Industrie fördert seine Forschung. 2005 war Maison Gastprofessor an der University of Toronto (gefördert von Merck, Mark Lautens).

## Patente
Maison ist Erfinder oder Miterfinder mehrerer international angemeldeter Patente. Beispiele:
- W. Maison, I. Schlemminger, O. Westerhoff, H. Gröger, J. Martens, (1998): Preparation of precursors for PNA-Monomers, WO 2000002864.
- W. Maison, J. V. Frangioni, (2004): Preparation of substituted adamantanes with potential medical applications, US 2006063834.

## Publikationen
Maison hat mehr als 80 wissenschaftliche Publikationen veröffentlicht, Auswahl:
- W. Maison, I. Schlemminger, O. Westerhoff, J. Martens: Multicomponent synthesis of novel amino acid-nucleobase chimeras: a versatile approach to PNA-monomers. In: Bioorganic & Medicinal Chemistry 2000, 8, 1343.
- I. Schlemminger, S. Yoshinobu, H. Gröger, W. Maison, N. Durot, H. Sasai, M. Shibasaki, J. Martens: Concept of Improved Rigidity: How to Make Enantioselective Hydrophosphonylation of Cyclic Imines Catalyzed by Chiral Heterobimetallic Lanthanoid Complexes Almost Perfect J. Org. Chem. 2000, 65, 4818.
- W. Maison, R. J. Kennedy, D. S. Kemp: Chaotropic Anions Strongly Stabilize Short, N-Capped Uncharged Peptide Helicies: A New Look at the Perchlorate Effect, Angew. Chem. 2001, 113, 3936; Angew. Chem. Int. Ed. Engl. 2001, 40, 3819–3821.
- W. Maison, E. Acre, P. Renold, R. J. Kennedy, D. S. Kemp, J. Am. Chem. Soc. 2001, 123, 10245.
- W. Maison, J. V. Frangioni: Improved chemical strategies for the targeted therapy of cancer, Angew. Chem. 2003, 115, 4874; Angew. Chem. Int. Ed. Engl. 2003, 42, 4726.
- W. Maison, Eur. J. Org. Chem. 2007, 2276.
- K. Nasr, N. Pannier, J. V. Frangioni, W. Maison: Rigid multivalent scaffolds based on adamantane, J. Org. Chem. 2008, 73, 1056–1060, DOI: 10.1021/jo702310g.
- V. Humblet, P. Misra, K. R. Bushan, Y.-S. Ko, T. Tsukamoto, N. Pannier, J. V. Frangioni, W. Maison: Multivalent scaffolds for affinity maturation of small molecule cell surface binders and their application to prostate tumor targeting, In: J. Med. Chem. 2009, 52, 544–550, doi: 10.1021/jm801033c.
- C.-H. Küchenthal, W. Maison: Antibody recruiting small molecules: a new option for prostate tumor therapy via PSMA targeting, In: ChemBioChem 2010, 11, 1052, DOI: 10.1002/cbic.201000190.
- N. Deppermann, H. Thomanek, A.H.G.P. Prenzel, W. Maison: Pd-Catalyzed Assembly of Spirooxindole Natural Products: A Short Synthesis of Horsfiline, J. Org. Chem. 2010, 75, 5994, DOI: 10.1021/jo101401z.
- E. Franzmann, F. Khalil, C. Weidmann, M. Schröder, M. Rohnke, J. Janek, B. M. Smarsly, W. Maison: A Biomimetic Principle for the Chemical Modification of Metal Surfaces: Synthesis of Tripodal Catecholates as Analogues of Siderophores and Mussel Adhesion Proteins, Chem. Eur. J. 2011, 17, 8596–8603, DOI: 10.1002/chem.201100715.